# Soror Dolorosa
I Soror Dolorosa sono un gruppo musicale francese post-rock nato nel 2001.
Il nome del gruppo è stato ideato da Hervé Carles (il bassista della band), dopo aver preso ispirazione leggendo il romanzo di Georges Rodenbach, Bruges la morta.

## Formazione

### Formazione attuale
- Andy Julia - voce
- Hervé Carles - basso
- Franck Ligabue - batteria
- Emey - chitarra
- Nicolas Mons - chitarra

### Ex componenti
- Christophe Guenot (SixIDD) - voce

## Discografia

### Album
- 2011 - Blind Scenes
- 2013 - No More Heroes
- 2017 - Apollo

### EP
- 2009 - Severance